# Mistrzostwa Europy w Biegach Przełajowych 2007

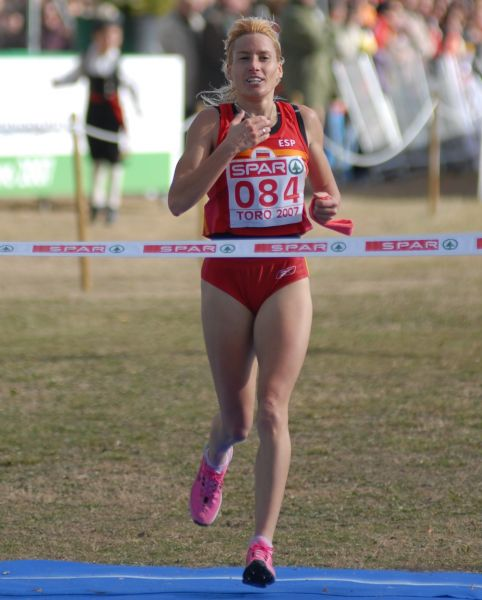
Marta Domínguez – podwójna złota medalistka mistrzostw.

14. Mistrzostwa Europy w Biegach Przełajowych – zawody lekkoatletyczne, które odbyły się w dniu 9 grudnia 2007 roku w mieście Toro w Hiszpanii.

## Rezultaty

### Mężczyźni

#### Indywidualnie
| Medal  | Zawodnik                         | Rezultat  |
| Złoto  | Serhij Łebid · Ukraina           | 31'47 min |
| Srebro | Mustafa Mohamed · Szwecja        | 31'56 min |
| Brąz   | Rui Silva · Portugalia           | 31'48 min |
| 4      | Erik Sjöqvist · Szwecja          | 32'00 min |
| 5      | José Manuel Martínez · Hiszpania | 32'04 min |
| 6      | Jesús España · Hiszpania         | 32'05 min |
| 7      | Martin Fagan · Irlandia          | 32'06 min |
| 8      | El Hassan Lahssini · Francja     | 32'08 min |
| 9      | Ricardo Ribas · Portugalia       | 32'10 min |
| 10     | José Ríos · Hiszpania            | 32'12 min |

#### Drużynowo
| Medal  | Zawodnik                                                                                              | Rezultat |
| Złoto  | Hiszpania · José Manuel Martínez (5.) · Jesús España (6.) · José Ríos (10.) · Alberto García (12.) ·  | 33 pkt   |
| Srebro | Portugalia · Rui Silva (3.) · Ricardo Ribas (9.) · Jose Rocha (24.) · Leão Carvalho (28.) ·           | 64 pkt   |
| Brąz   | Francja · El Hassan Lahssini (8.) · Mokhtar Benhari (15.) · Simon Munyutu (20.) · Irba Lakhal (32.) · | 75 pkt   |

### Kategoria U-23

#### Indywidualnie
| Medal  | Zawodnik                      | Rezultat  |
| Złoto  | Kemal Koyuncu · Turcja        | 24'31 min |
| Srebro | Jewgienij Rybakow · Rosja     | 22'33 min |
| Brąz   | Andy Vernon · Wielka Brytania | 24'35 min |

#### Drużynowo
| Medal  | Zawodnik | Rezultat |
| Złoto  | Wielka Brytania · Andy Vernon (3.) · Andrew Baker (12.) · Ryan Mcleod (18.) · Tom Lancashire (19.) ·                | 52 pkt   |
| Srebro | Polska · Artur Kozłowski (7.) · Łukasz Parszczyński (8.) · Arkadiusz Gardzielewski (14.) · Radosław Kłeczek (23.) · | 52 pkt   |
| Brąz   | Rosja · Jewgienij Rybakow (2.) · Anatolij Rybakow (9.) · Konstantin Wasiljew (26.) · Stiepan Kisielew (28.) ·       | 65 pkt   |

### Juniorzy

#### Indywidualnie
| Medal  | Zawodnik                   | Rezultat  |
| Złoto  | Mourad Amdouni · Francja   | 20'08 min |
| Srebro | Florian Carvalho · Francja | 20'11 min |
| Brąz   | Dmytro Łaszyn · Ukraina    | 20'16 min |

#### Drużynowo
| Medal  | Zawodnik                                                                                              | Rezultat |
| Złoto  | Francja · Mourad Amdouni (1.) · Florian Carvalho (2.) · Hassan Chahdi (8.) · Younes El Haddad (18.) · | 29 pkt   |
| Srebro | Wielka Brytania · David Forrester (4.) · Lee Carey (5.) · Ben Lindsay (12.) · Mitch Goose (27.) ·     | 48 pkt   |
| Brąz   | Niemcy · Alexander Hahn (11.) · Florian Orth (13.) · Rico Schwarz (14.) · Thorsten Baumeister (19.) · | 57 pkt   |

### Kobiety

#### Indywidualnie
| Medal  | Zawodnik                            | Rezultat  |
| Złoto  | Marta Domínguez · Hiszpania         | 26'58 min |
| Srebro | Julie Coulaud · Francja             | 27'01 min |
| Brąz   | Rosa María Morató · Hiszpania       | 27'04 min |
| 4      | Marija Konowałowa · Rosja           | 27'07 min |
| 5      | Anikó Kálovics · Węgry              | 27'10 min |
| 6      | Kate Reed · Wielka Brytania         | 27'11 min |
| 7      | Fionnuala Britton · Irlandia        | 27'20 min |
| 8      | Saadia Bourgailh-Haddioui · Francja | 27'25 min |
| 9      | Hayley Yelling · Wielka Brytania    | 27'28 min |
| 10     | Liz Yelling · Wielka Brytania       | 27'31 min |

#### Drużynowo
| Medal  | Zawodnik | Rezultat |
| Złoto  | Hiszpania · Marta Domínguez (1.) · Rosa María Morató (3.) · Iris María Fuentes-Pila (12.) · Alessandra Aguilar (17.) · | 33 pkt   |
| Srebro | Wielka Brytania · Kate Reed (6.) · Hayley Yelling (9.) · Liz Yelling (10.) · Helen Clitheroe (22.) ·                   | 47 pkt   |
| Brąz   | Portugalia · Jessica Augusto (11.) · Mónica Rosa (14.) · Fernanda Ribeiro (19.) · Ana Dias (25.) ·                     | 69 pkt   |

### Kategoria U-23

#### Indywidualnie
| Medal  | Zawodnik                    | Rezultat  |
| Złoto  | Ancuta Bobocel · Rumunia    | 22'35 min |
| Srebro | Adriënne Herzog · Holandia  | 22'37 min |
| Brąz   | Katarzyna Kowalska · Polska | 22'44 min |

#### Drużynowo
| Medal  | Zawodnik | Rezultat |
| Złoto  | Wielka Brytania · Felicity Milton (5.) · Katrina Wootton (8.) · Katherine Sparke (16.) · Susie Hignett (18.) ·    | 47 pkt   |
| Srebro | Rosja · Tatiana Szutowa (4.) · Alina Aleksiejewa (9.) · Natalia Starkowa (10.) · Irina Siergiejewa (32.) ·        | 55 pkt   |
| Brąz   | Polska · Katarzyna Kowalska (3.) · Dominika Główczewska (12.) · Marta Wojtkuńska (17.) · Agnieszka Ciołek (26.) · | 58 pkt   |

### Juniorki

#### Indywidualnie
| Medal  | Zawodnik                           | Rezultat  |
| Złoto  | Stephanie Twell · Wielka Brytania  | 14'12 min |
| Srebro | Danuta Urbanik · Polska            | 14'21 min |
| Brąz   | Charlotte Purdue · Wielka Brytania | 14'22 min |

#### Drużynowo
| Medal  | Zawodnik | Rezultat |
| Złoto  | Wielka Brytania · Stephanie Twell (1.) · Charlotte Purdue (3.) · Charlotte Roach (4.) · Emily Pidgeon (6.) ·        | 14 pkt   |
| Srebro | Rosja · Marina Gordiejewa (10.) · Alfija Chasanowa (11.) · Natalja Nowiczkowa (13.) · Jekatierina Gorbunowa (16.) · | 50 pkt   |
| Brąz   | Ukraina · Olha Skrypak (5.) · Wiktorija Pohorielska (12.) · Ludmyła Kowałenko (19.) · Anna Mihel (21.) ·            | 57 pkt   |